# エアロトレイン
エアロトレイン (Aero-Train) は、プロペラを動力とし軌道内を超低空飛行する地面効果翼機である。翼を取り付けた車両の移動による地面効果によって揚力を得て超低空を飛行する。鉄道方式としては地面効果型鉄道輸送システム (Ground effect train) 、または空気力学を用いるため空力浮上式鉄道とも呼ばれる。東北大学流体科学研究所教授小濱泰昭の研究グループによって提唱された。

## 概要
鉄道の浮上走行は、従来の鉄輪式鉄道の高速化に伴い発生する粘着限界や自然浮上による摩擦抗力の低減の解消で更なる高速化を目指すために生まれた概念である。
実用化に最も近い浮上式鉄道は、磁場を用いて浮上する磁気浮上式鉄道（リニアモーターカー）であるが、最高速度603km/hを記録する一方で浮上・推進に大電力を消費するため、環境負荷が大きい。
一方でエアロトレインは、航空技術を鉄道に取り入れたもので、超低空での空気抵抗による地面効果を用いて効率的に揚力を得ることで軌道内での高速飛行の実現を目指している。新幹線よりも高速且つ環境負荷の低い輸送手段として日本国内で研究開発が進められ、2020年までに定員350人、時速500kmで浮上走行する有人機体の完成を目標としていた。
エアロトレインは小濱泰昭によって発案され、小濱が率いる研究グループによって研究が進められている。小濱は、研究に取り組む姿勢を「現在の乗り物を改善しても、環境に対する負荷軽減としては焼け石に水である。それならば新しい乗り物をゼロから作るしかない」や「この研究成果は社会に還元されなければならない」と、語っている。

## 特徴
エアロトレインの最大の特徴は地面効果による揚力を軌道内で安定的に維持する点で凹型の軌道に沿った水平・垂直な翼によって地面から僅か10cmほどを飛行する。
翼が地上に近づくほど揚力を増す現象を揚力の地面効果と呼ぶ。これにより垂直方向について、抵抗の割に揚力の大きい効率的な浮上を実現している。さらに地面効果によって水平方向についても、軌道壁面に翼が近づくと壁面から離れる方向に働く揚力が大きくなるため、壁面に接触することなく飛行することができ、摩擦・空気抵抗の原因となるガイドローラ類を省くことができる。
また、高効率での浮上に加え、翼・プロペラを取り付けただけの軽量な車体によってエネルギー効率のよい飛行を実現できる。太陽エネルギー・風力エネルギーの自然エネルギーのみを用いるゼロエミッション走行を可能としている。

## 課題
軌道系交通システムとして、機械工学的な観点から鉄道車両、流体力学に関する研究が進められている。プロペラ推進であるため、大きな騒音が発生する。
土木工学的な観点では、車体の外部に取り付けられる翼のために路盤・軌道が従来の鉄道に比して大型化することが難点であり、特にトンネル・橋梁ではコスト増要因となるほか、土地収用・駅構造物の観点からも考慮すべき点がある。なお、これに関しては既存の高速道路や鉄道の屋根に当たる上部未利用部分の活用などが検討されている。

## 構想
現在、小濱は、羽田空港と成田空港間の地下トンネルを利用する構想を持っている。実現すれば羽田-成田間を約10分で結ぶことが可能となる。
また大陸横断タイプや、アタッチメントにより自動車と浮上走行の両方を実現する「パーソナルスーパーハイウェイカー」も構想されている。

## 開発状況
- 1999年、宮崎県日向市にある財団法人鉄道総合技術研究所所有のリニア実験線「浮上式鉄道宮崎実験センター」の跡地にて走行実験が開始。
- 2006年、ダクテッドファンによって推進する試作機の有人走行に成功。
- 2010年2月、機体素材としてアルミニウムの代わりに、新素材として注目された難燃性マグネシウム合金を用いた幅3.3メートル、長さ8.5メートルの2人乗りの最新機体を開発[2]。機体重量もアルミ機よりも4割の削減に成功した[2]。その後、エアロトレインの安定浮上走行のため、機体に水平や壁への距離などを知らせるセンサーを設置、その情報で機体の翼を常に自動的に微調整し動かす自動制御装置が完成し、2010年9月9日、エアロトレイン3号機無人走行実験、安定走行に成功[2]。劇的に機体の安定飛行が改善された。
- 2011年5月、上海で開催された『2011 IEEE International Conference on Robotics and Automation』において、エアロトレインのスケールモデルを発表[4]。
- 2011年6月22日、ART003号機による有人浮上走行実験に成功[5]。エアロトレイン3号機 (ART003) は難燃性マグネシウム合金製で機体重量400kg（総重量520㎏）、最高速度200km/h[5]。2人乗りで35kCal/人/kmを実証し、これは新幹線の半分以下、リニアモーターカーの1/5以下の燃料消費量となる[5]。